# ثلاثي الغليسريد

مثال تريجليسريد غير مشبع(يسار): غليسرول, اليمين من أعلى إلى أسفل: حمض النخيل, حمض الزيت، حمض ألفا-اللينولينيك, التركيب الكيميائي: C_{55}H_{98}O_{6}

ثلاثي الغليسريد هو نوع من المواد الدهنية المتكونة في الجسم، يخزن الجسم الدهون لتعطيه الطاقة وتحافظ على أداء أعضاء الجسم وظائفها. ويختزنها الجسم في هيئة ثلاثي الغليسريد، الذي يختزنه بصفة رئيسية في الخلايا الدهنية. أثناء الأيض، أي هضم المواد الغذائية المختلفة، يحولها الجسم إلى ثلاثي غليسريدات ؛ يستهلك بعضها أثناء الحركة ويختزن في العضلات جزءا منها، أما معظم الثلاثي غليسريدات فتختزن في الخلايا الدهنية حيثما يحتاجه الإنسان للجري أو أداء عمل حركي . الغليسريدات لها وظائف متعددة يستفيد منها الجسم.
يهتم الأطباء عند قيامهم بتحليل دم شخص أو مريض بسبب معاناته من مرض قلبي أو تصلب الشرايين أو نقص عمل الكلى على تعيين نسبة ثلاثي الغليسريد، وذلك إلى جانب نسبة الكولسترول الذي يتكوّن في نوعين: بروتين دهني منخفض الكثافة LDL وهو ضار للصحة إذا زاد عن الحد، فهو يضيق الشرايين وربما يسدها - فتكون كارثة - ، وبروتين دهني مرتفع الكثافة وهو ما يسمى «بالكلسترول الطيب» HDL ؛ ويقال أنه طيب لأنه يحمل الكوليسترول السيئ ويرسله إلى الكبد للاستفادة منه (يصنع الكبد منه عصارة المرارة) . هذه الثلاثة مواد التي تنتمي إلى عائلة الدهنيات (ثلاثي الغليسريد، والكوليسترول LDL والكوليسترول HDL ) ونسبتها في الدم تحدد مدى احتمال شخص للإصابة بذبحة صدرية أو سكتة دماغية، إذ أن حدوث تلك الإصابات المرضيه تنشأ من نسب مرتفعة من تلك الدهنيات في دم المريض إذا اجتمعت مع اعراض أخرى مثل السكري وضغط الدم ، وزيادة الوزن.
لماذا نقول ثلاثي غليسريد و ثلاثي غليسريدات ، لأن جزيء ثلاثي الغليسريد كما مبين في الشكل عبارة عن جليسرين ومرتبط به ثلاثة أحماض دهنية ، فباختلاف الأحماض الدهنية المرتبطة يختلف ثلاثي الغليسريد عن الآخر. ومن الأحماض الدهنية سلاسل لا حصر لها يمكن أن ترتبط بجزيء الغليسريد.

## ارتفاع الدهون الثلاثية
في أغلب الأحيان تزداد كمية الدهون الثلاثية بسبب تناول طعام به دهنيات كثيرة، والخمول، وزيادة الوزن. لكنه يمكن أيضا أن ترتفع بسبب
إستهلاك الكحول، مرض السكري، أو خلل الغدة الدرقية . ثلاثي الغليسريد يمكن أن يكونه الجسم أثناء الأيض (الهضم) . يمكن أيضا أن ترتفع الدهون الثلاثية أيضا كأثر جانبي لبعض الأدوية، من ضمن ذلك أدوية تحديد النسل، corticosteroids ، مانعات البيتا، وبعض العقاقير المختلفة. يمكن أن ترتفع الدهون الثلاثية أيضا نتيجة حالة وراثية[بحاجة لمصدر]
ويعلل أيضاً اسباب أرتفاع الدهون الثلاثية في الدم بسبب الأطعمة عالية الكوليسترول والدهون المشبعة ، وترتبط أرتباطاً وثيقاً بها، ولذلك يجب الحد من تناول اللحوم الحمراء الدهنية، ودهن الدواجن ، والزبدة ، وشحم لحم الخنزير ، ومنتجات الألبان عالية الدسم، والمحار، بالإضافة إلى الحلويات والكحول.

### معرفة مستوى الدهون الثلاثية
فحص الدم البسيط، يمكن أن يظهر مستوى الكولوستيرول والدهون الثلاثية. إذا قمت بفحص الكولوستيرول مؤخرا، فمن المحتمل أن تظهر نتائج الدهون الثلاثية في الفحص. يوصي الأطباء الرجال والنساء بعمل الفحص على الأقل كل خمس سنوات، من عمر 20 عاما. الأشخاص الذين يملكون مستوى عال من الدهون الثلاثية أو في خطر الإصابة بأمراض القلب قد يحتاجون للقيام بالفحص عدة مرات. يفضل استشارة الطبيب.

### نسبة الدهون الثلاثية
كل شخص عنده دهون ثلاثية في جسمه (15 كيلوجرام للنحيف وقد يصل إلي 85 كيلوجرام لمن يصل وزنه إلى 150 كيلوجرام) لأنه الطاقة التي يحتاجها، ويقوم الجسم بتخزينها إذا كان الشخص يأكل أكثر مما يحتاجه لتأدية عمله . وفي المستويات الطبيعية تـُعد الدهون الثلاثية صحية . تحدث مع طبيبك إذا كانت مستويات الدهون الثلاثة فوق المستوى الطبيعي في الدم. مجاميع مستويات الدهون الثلاثية:
- الوضع الطبيعي أقل من 150 mg /dL
- أقرب للحد الأعلى من 150–199 mg/dL
- المستوى المرتفع من 200–499 mg/dL
- المرتفع جدا أكثر من 500 mg/dL

تزايد الدهون في الدم ينذر بالخطر على الصحة وسلامة الإنسان.

## علاج
الدهون الثلاثية ثبت حديثا علاقتها القوية مع نوعين من الأمراض: التهاب البنكرياس وامراض شرايين القلب ويجب أن تقاس الدهون الثلاثية في عينه للدم حيث يكون المريض صائما 8 ساعات على الأقل، فإذا كانت النسبة مرتفعة يجب البحث عن الأسباب الثانوية لارتفاع الدهون مثل : زيادة الوزن، وزيادة الغذاء عن الاحتياج، أو ضعف الغدة الدرقية، أو زيادة زلال البول، تضيق تصريف الصفراء، ونقص الهرمونات الأخرى مثل هرمون الذكورة وهرمون النمو وبعض الأدوية.
يعد تغيير أسلوب الغذاء المسؤول عن أرتفاع الدهون الثلاثية في الدم، فإنه بالغذاء يمكن أن يساعد في خفض مستويات الكولسترول، والسكريات في الدم أيضا. لكن هناك أدوية قد تساعد بعض الناس. أطلب من طبيبك وصف علاج لمستويات الدهون الثلاثية العالية، ولا تأخذ أي علاج مهما كان ناجحا مع غيرك.
اختر اطعمة قليلة السكر والدهون المشبعة والمتحولة، وقلل من كمية الكحول إذا كنت ممن يتعاطون الكحوليات، وحاول التقليل من كمية الكربوهيدرات إلى حدود 60 بالمائة من السعرات الحرارية الكلية ( أي 60% من نحو 1900 كيلو كالوري) ؛ فالحمية (الغذاء) الغنية بالسكريات و النشويات تزيد أيضا من الدهون الثلاثية.

## اهميته في الطب

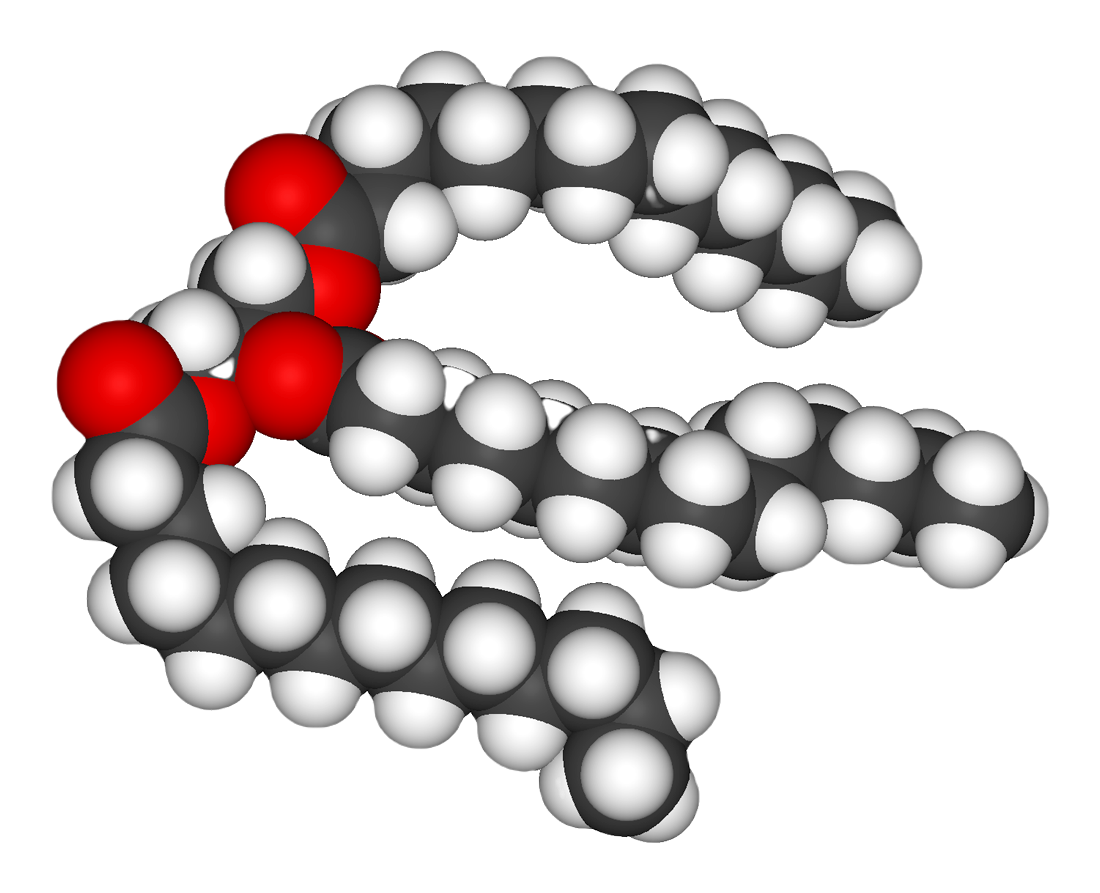
جزيء من ثلاثي الغليسريد

يلجأ الطبيب أحيانا لتعيين نسبة ثلاثي الغليسريد في دم المريض. وتبين قيمه المرتفعة (أعلى من 150 مغ/ديسيلتر) وجود اختلال في استقلاب الدهون، أو مرض السكري أو البدانة. كذلك يتبع ضعف عمل الكلى زيادة نسبة ثلاثي الغليسريد في الدم.
زيادة نسبة ثلاثي الغليسريد في الدم تشكل خطرا لحدوث تجلط دموي (خثرة) أو تصلب شرياني تكون عواقبه وخيمة على الصحة.

## اقرأ أيضا
- زيادة شحوم الدم
- كوليسترول
- إل دي إل
- بروتين دهني مرتفع الكثافة
- تخثر
- تصلب شرياني
- استقلاب الدهون
- تخليق دي نوفو